# El Último Ke Zierre
El Último ke Zierre és un grup musical d'estil punk rock que es va formar a finals del 1987 a Borriana (Plana Baixa, País Valencià).

## Història
El 1987 Pedro, Vicent, Òscar, Natxo i Manolo es van unir per formar el grup, i van començar aprenent a tocar els seus instruments. Els seus inicis van ser molt durs, però van anar consolidant-se com a formació musical. No tenien una meta proposada, només donar sortida a les seves inquietuds musicals buscant una mica de diversió que els allunyés de la monotonia del carrer. El grup va iniciar la composició de temes propis i van anar adquirint taules i seguidors i els seus temes començaven a ser coneguts.
Natxo es va acomiadar del grup, i va preferir sortir-ne abans que aquest creixés més. Això va comportar l'arribada al grup de "Feo", i aquest canvi de veu va significar tot un revulsiu, una nova experiència i la conscienciació de què podien fer-se molt més famosos, tenien il·lusió i ganes. El último ke zierre va començar autofinançant-se les seves maquetes i el seu primer disc, No soporto vuestras caras, l'any 1991, que va passar pràcticament inadvertit per la crítica musical que no el va adornar ni criticar, sinó que només va anomenar el fet de la seva existència i el mèrit del grup per haver-lo posat a la venda. El disc va desaparèixer aviat de les botigues, l'edició de 1.000 exemplars es va acabar en menys de dos mesos.
Ràpidament va sortir el març de 1992 editat per la discogràfica Matraka Distrak el segon disc, Soldadito Español i tot seguit van editar, l'any 1993 Que se repartan el mundo. Amb l'arribada de Nano i la sortida de Esperando al viento l'any 1995 el grup es va assentar definitivament. Anys després s'edità A cara de Perro, possiblement el disc amb més repercussió d'entre els seus seguidors, enregistrat a Bilbao per Karlos Kreator l'any 1998 fou publicat el seu segon treball en la discogràfica Discos Suicidas i donà peu a una llarga gira per tot l'estat espanyol.
Posteriorment van publicar el 1999, Senderos de este infierno enregistrat en directe a la sala Kafe Antzoki de Bilbao, Butlla el 2000 i Veneno el 2002 foren els treballs que s'editaren baix el segell Discos Suicidas. El 2003 canviaren de discogràfica i signaren per la valenciana Maldito Records, des d'aquest 2003 han editat Ay, de mi (2003), Insurgente (2005), Vivos...Por Domesticar (2006) i Quemaste tus alas de angel (2007), Canciones Desde El Infierno (Recopilatori i regravacions) i La Burbuja: quatre treballs d'estudi, un en directe i un recopilatori amb regravacions.

## Membres
- Pedro (1987–present)
- Oscar (1987–present)
- Viçent (1987–2002)
- Manolo (1987–1995)
- Natxo (1987–1991)
- Feo (1991–present)
- Nano (1995–2007)
- Tonet (2002–2007)
- Kusio (2007–present)
- Sam (2007–2015)
- Tico (2015-present)

## Discografia
- 1991: No soporto vuestras caras.
- 1992: Soldadito español.
- 1993: Que se repartan el mundo.
- 1995: Esperando al viento.
- 1998: A cara de perro.
- 1999: Senderos de este infierno (en directe).
- 2000: Butlla.
- 2001: Camino de rosas (Recopilatori).
- 2002: Veneno.
- 2003: Ay, de mi!
- 2004: Vuelta al Infierno (directe ViñaRock).
- 2005: Insurgente.
- 2006: Vivos...por domesticar (en directe).
- 2007: Quemaste tus alas de ángel.
- 2008: Canciones Desde El Infierno (Recopilatori i regravacions)
- 2009: La Burbuja.
- 2011: Directo Al Tiro (en directe)
- 2012: La Rutina Del Miedo
- 2016: Cuchillas 2016
- 2017: El Mutante Del Barrio Chino
- 2023: El Lado Oscuro de la Luna